# Chrysolina dogueti
Chrysolina dogueti é uma espécie de artrópode pertencente à família Chrysomelidae.